# Введенка (Харьковская область)
Введе́нка (укр. Введенка; изначально — Введе́нское) — посёлок городского типа,
Введенский поселковый совет, Чугуевский район, Харьковская область, Украина.
Является административным центром Введенского поселкового совета, в который, кроме того, входят сёла Заудье, Зеленый Колодезь, Свитанок и Терновая.

## Географическое положение
Посёлок городского типа Введенка находится на расстоянии 20 км от Чугуева на левом берегу реки Уды,
выше по течению примыкает село Терновая,
ниже по течению примыкает пгт Новопокровка,
на противоположном берегу — село Старая Покровка.
К посёлку примыкает небольшой лесной массив и садовые участки.

## История
Село основано в 1647 году, название получило по названию старинной церкви Введения во храм Пресвятой Богородицы. До 1930 года село называли Введе́нское.
Между 1647 и 1654 годами была построена деревянная Церковь Введения во храм Пресвятой Богородицы.
В 1924 году ТСОЗом на твёрдые деньги в Эсхаре была построена на Донце гидроэлектростанция Харьковская ГЭС-1 с генератором переменного тока мощностью 500 кВт и напряжением 230 В. Электричество от станции напряжением три киловольта с помощью повышающего трансформатора передавалось для питания в том числе Чугуева и Введенки. Во время ВОВ, поскольку по Донцу проходила линия фронта, данная ГЭС была разрушена.
В 1938 году селу был присвоен статус посёлок городского типа.
Во время Великой Отечественной войны в 1941—1943 селение находилось под немецкой оккупацией, в 1943 году был разрушен капитальный автомобильный мост через Уды, прямо соединявший ж.д. станцию Мохнач (находящуюся не в Мохначе, а за 20 км от него на противоположном берегу реки Уды), после чего прямая грунтовая дорога между Мохначем и станцией через лес в междуречье Уд и Донца стала непроезжей. Сейчас станция и посёлок Мохнач вообще не имеют прямого сообщения между собой.
Население в 1966 году составляло 9 тыс. человек.
В январе 1989 года численность населения составляла 2624 человека.
В июле 1995 года Кабинет министров Украины утвердил решение о приватизации находившегося здесь совхоза.
На 1 января 2013 года численность населения составляла 2435 человек.

## Экономика
- Жители посёлка занимаются ведением тепличных хозяйств.
- Частное предприятие «Терновское».

## Объекты социальной сферы
- Школа (Лицей)
- Больница

## Достопримечательности

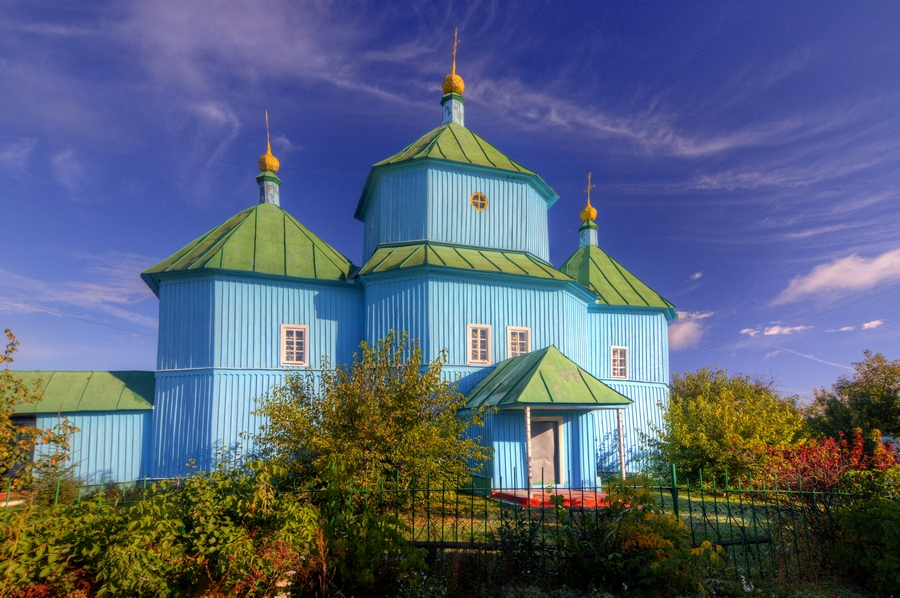
Свято-Введенский храм, памятник архитектуры

- Братская могила советских воинов. Похоронено 202 воина.

## Транспорт
На территории Введенки находится ж.д. остановочный пункт Платформа 41 км.
Во Введенке существует построенный в СССР условно автомобильный мост через Уды шириной полтора метра малой грузоподъемности, соединяющий с Введенку с дачными участками на правом берегу Уд.
Сообщение с Чугуевом автобусное, с Харьковом — автобусное и железнодорожное (электропоезда линии Харьков-Шевченково-Купянск-Узловой).

## Личности
- Баркалов, Алексей Степанович — ватерполист, двукратный олимпийский чемпион, заслуженный мастер спорта СССР (1970), заслуженный тренер Украины.
- Сестры Наталья и Алла Лукутины — мастера спорта международного класса по треку и шоссе, участницы сборной СССР, чемпионки Европы.